# هينريتش فوجت
هينريتش فوجت (بالألمانية: Heinrich Vogt)‏ هو عالم فيزياء فلكية وعالم فلك وأستاذ جامعي ألماني، ولد في 5 أكتوبر 1890 في غاو-آلغسهايم في ألمانيا، وتوفي في 23 يناير 1968 في هايدلبرغ في ألمانيا.